# دان رايس
دان رايس (بالإنجليزية: Dan Rice)‏ هو لاعب سيرك ‏ أمريكي، ولد في 23 يناير 1823 في نيويورك في الولايات المتحدة، وتوفي في 22 فبراير 1900 في لونغ برانش في الولايات المتحدة.

## وصلات خارجية
- دان رايس على موقع الموسوعة البريطانية (الإنجليزية)